# Admiral Scheer (важкий крейсер)
«Адмірал Шеер» (нім. Admiral Scheer) — другий з серії важких крейсерів німецького флоту, Крігсмаріне класу «Дойчланд». Названий на честь командувача Флотом відкритого моря у Ютландській битві Першої світової війни адмірала Райнгарда Шеера. Через обмеження Версальського договору на час розробки проєкту і закладення у Рейхсмаріне класифікувався як броньований корабель (нім. Panzerschiff). Лише 15 лютого 1940 був кваліфікований як важкий крейсер. У Великій Британії кораблі серії назвали «кишеньковими лінкорами» (англ. pocket battleships). Вартість будівництва становила 90 000 000 райхсмарок.

## Історія
«Адмірал Шеер» у листопаді 1934 зачислили до складу флоту. Здійснив сім походів для інтернаціонального контролю прибережних вод 1936/37 у час громадянської війни в Іспанії. 31 травня 1937 обстрілював базу республіканського флоту у Альмейрі після атаки республіканської авіації у порту Ібіци на «Deutschland», який отримав пошкодження і мав втрати серед екіпажу. Іспанський лінкор jaime I, на який планувався напад, днем раніше покинув порт, а через сильний ранковий туман кораблі у гавані було важко побачити і частина пострілів корабельної артилерії влучили в цивільні об'єкти міста, де загинула 21 особа, 55 було поранено. У березні 1939 взяв участь у приєднанні Клайпеди до Німеччини.
Був перебудований і видовжений взимку 1939/40 рр. У лютому 1940 перекваліфікований на важкий крейсер. Під командуванням Теодора Кранке з жовтня 1940 до квітня 1941 здійснив рейд по Атлантичному і Індійському океанах. 28 жовтня 1940 прорвався через Данську протоку до Атлантики. На початку листопада 1940 у Північній Атлантиці атакував конвой HX 84, потопивши 5 транспортів, 1 допоміжний крейсер. У грудні 1940 перейшов до Південної Атлантики, а у лютому 1941 дійшов в Індійському океані до Сейшел. Після потоплення 3 кораблів повернувся до Атлантики, втікаючи від переслідування. 1 квітня повернувся у Кіль, пройшовши за 155 днів 46 000 миль і потопивши 17 кораблів тоннажністю 113.000 брт. За це Теодор Кранке отримав звання контр-адмірала.
З 21 лютого 1942 брав участь у захопленні Норвегії. 2 липня 1942 в ході операції «Рессельшпрунг» вийшов на перехоплення конвою PQ-17. Після цього брав участь у операції «Вундерланд», вирушивши 16 серпня 1942 з Нарвік у Північний Льодовитий океан для перехоплення арктичних конвоїв. Дійшов до Карського моря, обстрілявши радянську полярну станцію на Новій Землі, порт Діксон. Через погану погоду, лід не зміг виявити ні кораблів, ні конвою і 30 серпня 1942 повернув назад. 23 жовтня 1942 поплив до Німеччини, де у грудні став у Вільгельмсгафені на капітальний ремонт. Через легке пошкодження під час бомбардування був переведений до Свінемюнде.
З 1943 застосовувався на Балтиці як навчальний корабель. У листопаді 1944 переведений на Сааремаа, звідки перейшов у лютому 1945 до Земландського півострову. Підтримував з моря вогнем сухопутні війська. Через зношення гармат головного калібру у березні вирушив для їхньої заміни з 800 цивільними біженцями і 200 пораненими на борту. У Свінемюнде вів обстріл ворожих позицій на суходолі до вичерпання боєзапасу. Відійшов у Кіль, куди прибув 18 березня. До початку квітня у корабельні були замінені гармати. 9 квітня 1945 300 бомбардувальників атакувало Кіль. «Адмірал Шеер» затонув у гавані Кіля після потрапляння п'ятьох 5-тонних бомб Tallboy. Після часткового демонтажу решки корпусу засипали піском, будівельним сміттям з розбомбленого міста та розбили парк. На насипі у 1990-х роках заклали Музей німецького флоту.

## Командири
- Капітан-цур-зее Вільгельм Маршалл (12 листопада 1934 — 21 вересня 1936)
- Капітан-цур-зее Отто Ціліакс (22 вересня 1936 — 30 жовтня 1938)
- Капітан-цур-зее Ганс-Генріх Вурмбах (31 жовтня 1938 — 24 жовтня 1939)
- Капітан-цур-зее/контрадмірал Теодор Кранке (31 жовтня 1939 — 4 лютого 1940, 17 червня 1940 — 3 червня 1941)
- Капітан-цур-зее Вільгельм Мендсен-Болькен (12 червня 1941 — 28 листопада 1942)
- Фрегаттен-капітан Ернст Грубер (29 листопада 1942 — 31 січня 1943) — виконувач обов'язків.
- Капітан-цур-зее Ріхард Роте-Рот (1 лютого 1943 — 4 квітня 1944)
- Капітан-цур-зее Ернст-Людвіг Тінеманн (5 квітня 1944 — 9 квітня 1945)

## Галерея

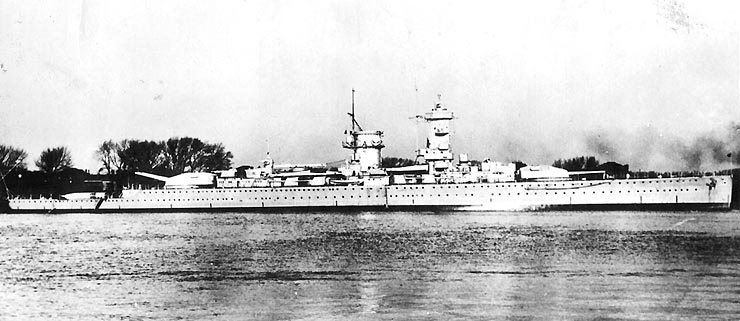
«Адмірал Шеер» у Вільгельмсгафені (1942).
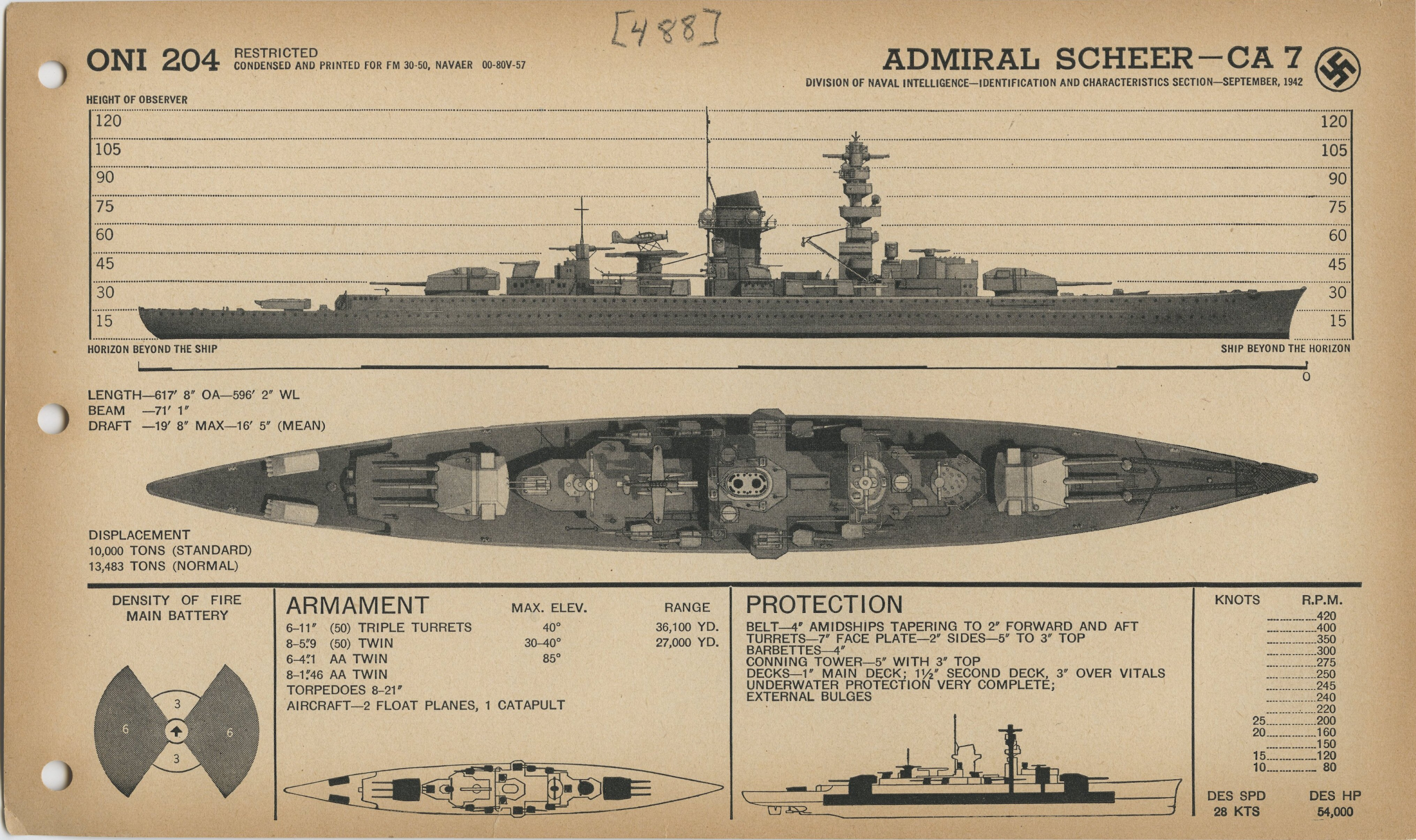
Схема «Адмірала Шеера» за даними американської розвідки (1942).
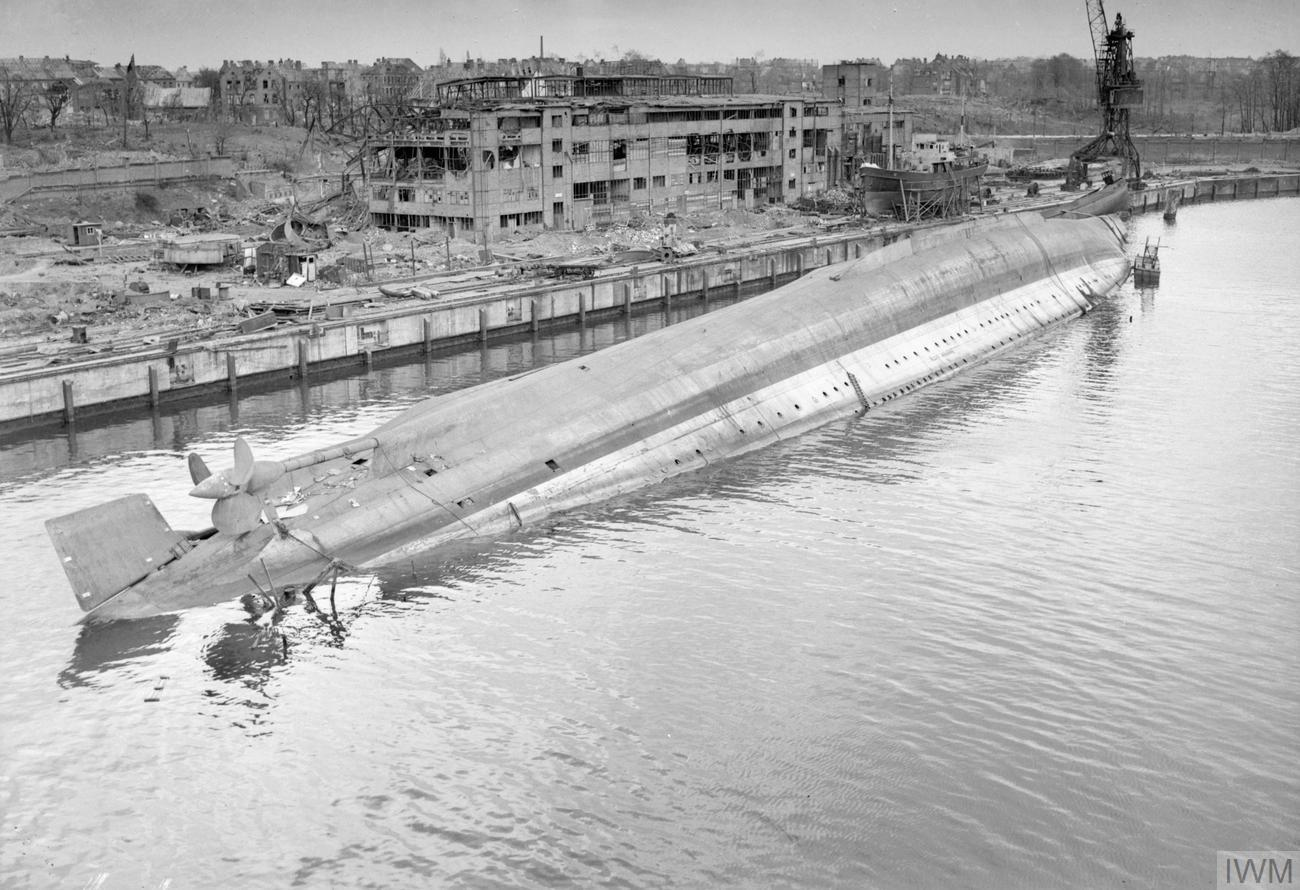
Перевернутий «Адмірал Шеер» після бомбардування (1945).
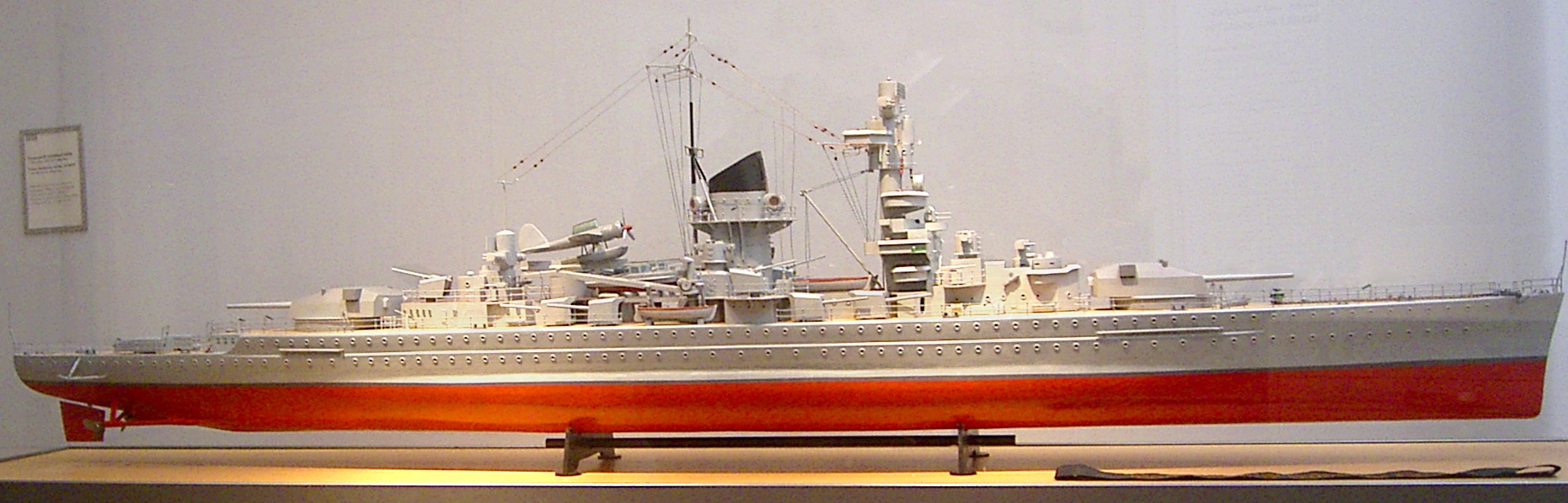
Модель крейсера.